# Clebopride
Clebopride là thuốc đối kháng dopamine có đặc tính chống nôn và prokinetic dùng để điều trị rối loạn tiêu hóa chức năng. Về mặt hóa học, nó là một loại thuốc thay thế benzamide, liên quan chặt chẽ với metoclopramide.
Một nghiên cứu nhỏ của Tây Ban Nha cho thấy các phản ứng bất lợi được báo cáo với clebopride nhiều hơn so với metoclopramide, đặc biệt là các triệu chứng ngoại tháp.